# Escape from Tarkov
Escape from Tarkov est un jeu vidéo de tir tactique à la première personne créé par le studio russe Battlestate Games dès 2012. Le jeu est sorti en version alpha fermée le 4 août 2016. En juin 2017, le jeu passe en bêta. Le jeu est actuellement toujours en Bêta.
En 2019, le jeu a connu de nombreux ajouts (nouvelles cartes et équipements, apparition de boss dans chaque niveau…) et de nombreux bugs ont été corrigés. Au début de l'année 2020, Escape from Tarkov a connu une grande popularité sur le réseau social Twitch, en étant l'un des jeux les plus regardés.

## Synopsis
Les événements du jeu se déroulent dans la région de Norvinsk, située dans le nord-ouest de la Russie et qui constitue un point de passage entre la Fédération russe et l'Europe de l'Ouest. Du fait de son importance, la région est classée par le gouvernement russe comme « zone économique spéciale », ce qui lui permet d'attirer de nombreuses grandes entreprises mondiales dans la ville de Tarkov, principal poumon économique. Malheureusement, de nombreuses entreprises peu scrupuleuses s'y sont également installées et leurs intrigues finissent par déclencher un scandale majeur. Six mois plus tard, la situation a dégénéré en un conflit armé impliquant l'armée russe, des unités de maintien de la paix et des sociétés militaires privées. La frontière de la zone a été bouclée, emprisonnant les personnes, nommés scavs (issue de l'anglais scavengers qui veut dire charognards), qui se trouvaient encore à l'intérieur de la région qui se retrouve maintenant coupée du monde. Le Terragroup, entreprise impliquée dans le conflit, engage la société américaine USEC pour contrecarrer les investigations officielles. Le gouvernement russe riposte en créant par décret spécial le groupe BEAR afin de mettre à jour les agissements de Terragroup. Le joueur, qui travaille pour une des deux factions, va devoir survivre au milieu de cette guerre et s'échapper de la zone. 

## Système de jeu
Escape from Tarkov se caractérise par l'exigence de son gameplay, ses développeurs le voulant le plus réaliste possible. Le joueur ne dispose pas de barre de vie ou de régénération automatique et toute blessure a un impact différent selon la zone touchée. En cas de décès, le joueur perd la totalité de l'équipement qu'il transportait sur lui et qui peut alors être récupéré par les joueurs encore présents sur la carte. Le joueur s'équipe soit en récupérant de l'équipement sur le cadavre des autres joueurs, en le récupérant sur la carte (dans des caisses, des bâtiments…) ou en l'achetant à des marchands. Chaque marchand a sa propre spécialité (équipement médical, armes à feu, vêtements et accessoires tactiques…) et le joueur a également la possibilité d'accomplir des quêtes spécifiques pour se voir offrir une récompense. 
Le joueur dispose d'un vaste inventaire, comprenant des vêtements (sacs à dos, bonnets, vestes tactiques...), des protections balistiques et de nombreuses armes entièrement modifiables. L'arsenal disponible est fréquemment mis à jour par les développeurs (apparition du VSS Vintorez, Orsis T-5000, MP9...) et début 2020, une cinquantaine sont disponibles. 
Le poids de l'équipement transporté par le joueur a une influence sur les capacités physiques de son personnage, qui sera plus ou moins vite fatigué lors de ses déplacements. Le joueur ne possède pas non plus de HUD et doit appuyer sur une touche pour vérifier le contenu de son chargeur ou regarder sa montre.
Essentiellement multijoueur (même si un mode solo contre des bots existe), Escape from Tarkov met aux prises les joueurs qui incarnent soit des BEAR ou des USEC sur des cartes dont la taille varie de l'une à l'autre. Une troisième faction, les Scavs, représente des civils armés qui sont normalement joués par l'ordinateur. Toutefois, un joueur humain a la possibilité de jouer occasionnellement un Scav dont l'équipement est défini par l'ordinateur. Néanmoins, l'équipement que le joueur récupère en incarnant un Scav lui revient s'il survit à la partie. Il pourra alors être réutilisé par le joueur ou vendu à un des commerçants.  
Le jeu se déroule dans la région de Norvinsk, qui comprend la ville de Tarkov et ses alentours qui sont représentés dans différentes cartes. 
Chaque carte possède un environnement spécifique (usine, laboratoire, forêt, centre commercial, station balnéaire ou bien zone industriel côtière...) d'une taille différente et peut être explorée à différents moments de la journée. Le joueur doit non seulement survivre à ses adversaires, mais aussi atteindre une zone d'extraction sur la carte dans un délai imparti. En cas d'échec, il est considéré comme décédé et son équipement perdu.

## Mini-série
En mars 2019, le studio dévoile le premier épisode d'une mini-série réalisée par Anton Rosenberg. La série met en scène un groupe du BEAR envoyé dans la région de Norvinsk et qui se retrouve aux prises avec l'USEC. 
Le deuxième épisode sort le 27 juillet 2019. Le 1er janvier 2020, c'est le troisième épisode qui est dévoilé. Le quatrième épisode est diffusé le 8 juillet 2020. Le cinquième et dernier épisode est diffusé le 25 février 2021, il conclut la mini-série. 

## Polémiques
Escape from Tarkov fait également parler de lui en décembre 2018 lorsque le développeur adresse 47 plaintes à l'encontre d'un youtubeur. Ce dernier avait affirmé que plusieurs milliers de données avaient fuité à la suite d'un piratage des serveurs de Battlestate Games. Le studio russe riposte alors en démentant formellement les affirmations de piratage et en supprimant plusieurs des vidéos postées par le youtubeur. L'affaire créera des tensions jusque dans la communauté des joueurs, certains soutenant le youtubeur tandis que d'autres prennent parti pour le studio.
Battlestate Games a aussi été accusé de modéliser des équipements réels sans avoir obtenu la licence des fabricants concernés. Ainsi, Spike Tactical confirmera cette assertion sur Twitter en affirmant qu'Escape from Tarkov utilise une technologie qui ne leur appartient pas, sans en avoir l'autorisation. Toutefois, Battlestate Games a noué des partenariats avec des fabricants comme Wartech , et l'entreprise américaine Kitanica s'est réjouie que ses vêtements soient présents dans le jeu.
Plus récemment, en 2020, Escape from Tarkov a également fait parler de lui pour les propos tenus par un développeur en 2016. Lorsqu'il avait été interrogé sur l'absence de personnages féminins dans le jeu, l'homme aurait répondu : « Nous y avons pensé, mais nous sommes arrivés à la conclusion que les femmes ne sont pas autorisées à faire la guerre. Nous pensons que les femmes ne pourraient pas supporter ce stress. Seuls les hommes endurcis peuvent y survivre. » L'interview était passée inaperçue à l'époque, mais a resurgi en 2020 lorsque le studio a confirmé qu'il n'y aurait pas de personnage féminin en raison de la charge de travail qu'imposerait leur implémentation dans le jeu (animations, ajustement de l'équipement, voix…).
En avril 2024, le studio BattleState Games écorne l'image du jeu vidéo en proposant une nouvelle tarification optionnelle à 250 dollars américains, qui offrirait aux acheteurs des modifications de mécaniques de jeu de type pay to win. Les joueurs s'insurgent d'une telle stratégie de monétisation, et du fait que ces éléments soient proposés pour un prix additionnel, alors que certains d'entre eux avaient acheté pour 150 dollars une édition du jeu qui était supposée leur apporter gratuitement toutes les mises à jours futures. Après quelques tentatives de justification, les développeurs font partiellement machine arrière, et annoncent que les possesseurs de cette seconde édition pourront également profiter de certains des nouveaux avantages, mais pas immédiatement, car les serveurs du jeu ne peuvent pas absorber une telle charge de joueurs.

## Dans la culture
- L'album LMF du rappeur Freeze Corleone contient un morceau nommé Tarkov en référence au jeu.
- Le groupe néo-zélandais de youtubers professionnels de comédie à sketches Viva La Dirt League  a réalisé une série de vidéos parodiques au sujet du jeu.